# Dactylopisthes mirabilis
Dactylopisthes mirabilis är en spindelart som först beskrevs av Andrei V. Tanasevitch 1985.  Dactylopisthes mirabilis ingår i släktet Dactylopisthes och familjen täckvävarspindlar. Inga underarter finns listade i Catalogue of Life.